# The Mangoes
The Mangoes (abreviado Mangoes) es un libro con ilustraciones y descripciones botánicas que fue escrito conjuntamente por André Joseph Guillaume Henri Kostermans y Jean-Marie Bompard y publicado en el año 1993 con el nombre de The Mangoes : their botany, nomenclature, horticulture and utilization.